# Apyrrothrix arizonae
Espèce
Apyrrothrix arizonae est une espèce de lépidoptères de la famille des Hesperiidae, de la sous-famille des Pyrginae et de la tribu des Pyrrhopygini.

## Dénomination
Apyrrothrix arizonae a été nommé par Frederick DuCane Godman et Osbert Salvin en 1893 sous le nom initial de Pyrrhopyge arizonae.

### Taxinomie
Dans certaines publications il est placé comme une sous-espèce d'Apyrrothrix araxes, Apyrrothrix araxes arizonae,.

### Nom vernaculaire
Apyrrothrix arizonae se nomme « Arizona » Araxes Skipper en anglais.

## Description
Apyrrothrix arizonae est un papillon au corps trapu marron doré d'une envergure de 45 mm à 57 mm . 
Les ailes sont sur le dessus de couleur marron doré avec une frange blanche et de petites taches blanches aux ailes antérieures.
Le revers est semblable, marron avec une partie plus claire, plus jaune orangé vers la base.

## Biologie
Apyrrothrix arizonae vole en plusieurs générations entre juin et novembre.

### Plantes hôtes
Les plantes hôtes de sa chenille sont des Quercus, Quercus arizonica, Quercus emoryi et Quercus oblongifolia.

## Écologie et distribution
Apyrrothrix arizonae est présent dans le Sud des États-Unis (Texas, Nouveau-Mexique et Arizona) et au Mexique,.

### Biotope
Apyrrothrix arizonae réside en bords de routes, lisières et allées des forêts.

### Protection
Pas de statut de protection particulier.